# Hemizygota
Hemizygota – termin w genetyce określający osobnika płci męskiej posiadającego jedynie jeden allel danego genu związany z chromosomem X. Drugi chromosom "homologiczny" dopełniający diploidalność jest płciowym chromosomem Y.
Hemizygoty zatem mogą posiadać jedynie dwa genotypy: XaY (recesywny) oraz XAY (dominujący).
W przypadku ptaków, oraz niektórych płazów, gadów, ryb, hemizygotą jest osobnik płci żeńskiej. Samce mają dwa chromosomy Z, samice zaś chromosomy Z i W (chromosom W jest dopełniającym i nie może być nośnikiem allelu).

## Hemizygotyczność a choroby genetyczne
Hemizygotyczność w linii męskiej ma ważne znaczenie w chorobach genetycznych związanych z chromosomami płciowymi, gdyż posiadanie jednego allela wyklucza możliwość bezpiecznego nosicielstwa w postaci heterozygoty.
Stąd osobniki płci męskiej albo chorują albo są zupełnie zdrowi, jeżeli rozpatrywać choroby genetyczne przenoszone na chromosomach płciowych – choroby sprzężone z płcią.
Typowym przykładem jest hemofilia, w której to chorują mężczyźni z genem recesywnym (XaY). Mężczyźni z genem dominującym (XAY) są zupełnie zdrowi.